# Consejo Superior de la Magistratura (Francia)
El Consejo Superior de la Magistratura (Conseil supérieur de la magistrature, en francés, CSM) es el órgano constitucional francés encargado de asistir al Presidente de la República en la tarea de garantizar la independencia de la autoridad judicial. Se trata, por tanto, de un poder público constitucional.
El CSM es también el órgano disciplinario de los magistrados (jueces y fiscales).

## Historia
El CSM aparece en Francia por la ley del 31 de agosto de 1883 relativa a la organización judicial, durante la III República. Entonces es definido como la reunión de todas las cámaras reunidas de la Corte de Casación, y actúa en materia de disciplina de los magistrados.
Durante la III República, el CSM es un órgano legal. No es hasta la Constitución del 27 de octubre de 1946, que establece la IV República, que el Consejo Superior de la Magistratura se convierte en un órgano constitucional autónomo, regulado por el título IX de la Carta Magna. Es presidido por el presidente de la República y vicepresidido por el Garde des Sceaux (ministro de Justicia). En la composición prevista en la Constitución de 1946, los magistrados son minoritarios: tan sólo 4 sobre 14 miembros. La misión del Consejo es la de asegurar la independencia de la magistratura, la disciplina de los magistrados y la administración de los Tribunales de Justicia. 
En 1952, el Consejo Superior de la Magistratura se traslada a su actual sede en el Palais de l'Alma, antiguas cuadras del Emperador Napoleón III, en el 7.º distrito (arrondissement) de París.
La Constitución de 1958, por la que se instituye la V República, reforma ampliamente la composición y funciones del CSM. La reforma constitucional de 1993, y una ley orgánica de 1994, tienden a reforzar la autonomía e independencia del órgano. Más adelante, otras reformas de 2001 y 2007 han alterado los procedimientos de elección y añadido nuevas funciones al CSM.

## Composición
El Consejo Superior de la Magistratura actúa a través de dos Salas, una competente sobre los jueces (magistrats du siège) y otra sobre los fiscales (magistrats du parquet). En ambos casos, está presidido por el presidente de la República y el ministro de Justicia es vicepresidente.
El resto de su composición es la siguiente:
- La sala competente sobre los jueces (magistrats du siège):
  - 5 jueces (la mitad de los miembros),
  - 1 fiscal,
  - 1 consejero de Estado elegido por el propio pleno del Consejo de Estado y
  - 3 personalidades designadas por el presidente de la República, el presidente de la Asamblea Nacional y el presidente del Senado. Estas personalidades no pueden ser ni parlamentarios ni miembros del poder judicial.

- La sala competente sobre los fiscales (magistrats du parquet):
  - 5 fiscales,
  - 1 juez,
  - 1 consejero de Estado elegido por el pleno del Consejo de Estado y
  - 3 personalidades elegidas como en el caso anterior.

## Funciones
Con sus actuales características, el Consejo tiene asignadas competencias relativas al régimen disciplinario de jueces y fiscales, competencias (consultivas) en el nombramiento de magistrados y la misión de asegurar la independencia de la autoridad judicial en Francia.

### Nombramiento de magistrados
En lo relativo a los jueces, el CSM propone al Presidente de la República los candidatos a consejeros del Tribunal de Casación (Cour de cassation), el primer presidente del Tribunal de Apelación (Cour d'appel) y el presidente del Tribunal de Gran Instancia.

## Otros órganos de administración del Poder Judicial en otros países
- Consejo General del Poder Judicial (España).
- Consejo de la Judicatura Federal (México).
- Consejo Superior de la Judicatura (Colombia).

- Datos: Q2994324
- Multimedia: Conseil supérieur de la magistrature / Q2994324